# Lijst van trainers van SL Benfica
Deze lijst omvat de voetbalcoaches die de Portugese club Benfica hebben getraind vanaf 1906 tot op heden. De seizoenen die in het lichtblauw zijn aangeduid, zijn seizoenen waarin Benfica kampioen werd in de Primeira Liga.

## Trainers

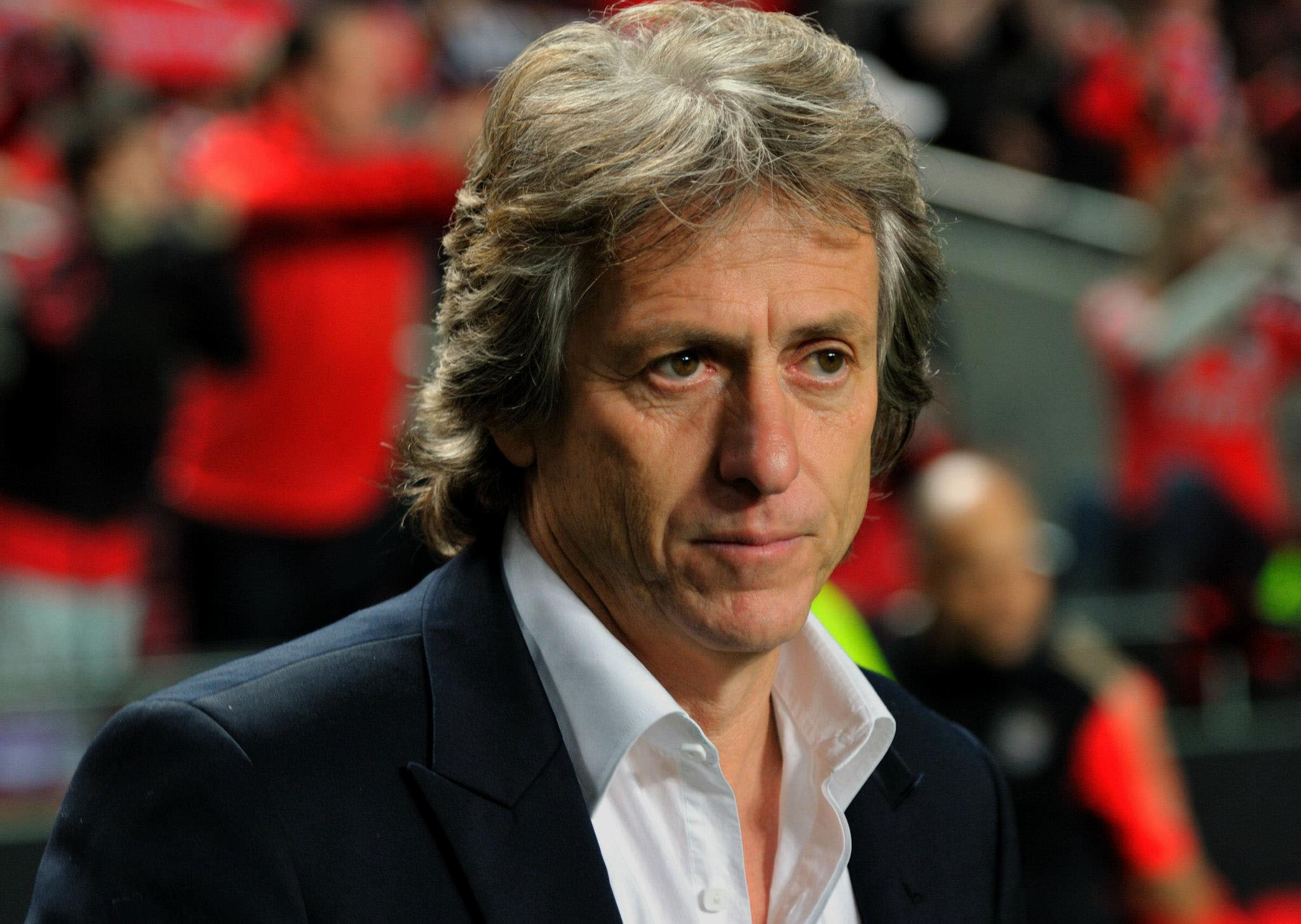
Jorge Jesus was reeds zes jaar trainer van Benfica. Hij won drie landstitels met de club. Medio 2020 begon hij aan zijn tweede termijn als trainer van Benfica.

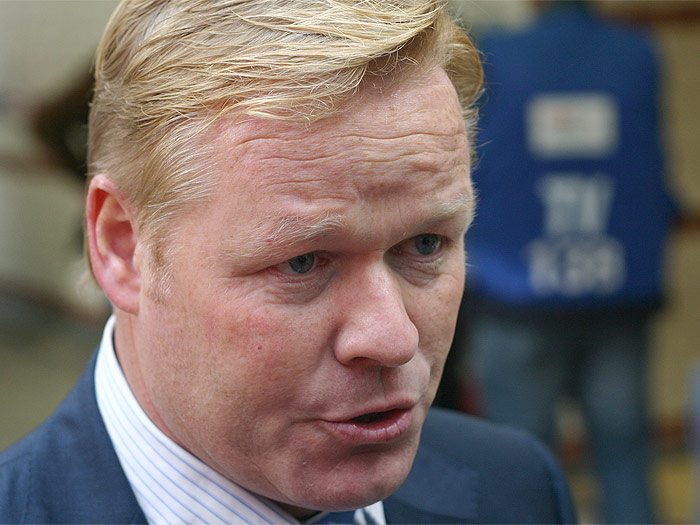
Onder Ronald Koeman werd Benfica in 2006 derde in de competitie.

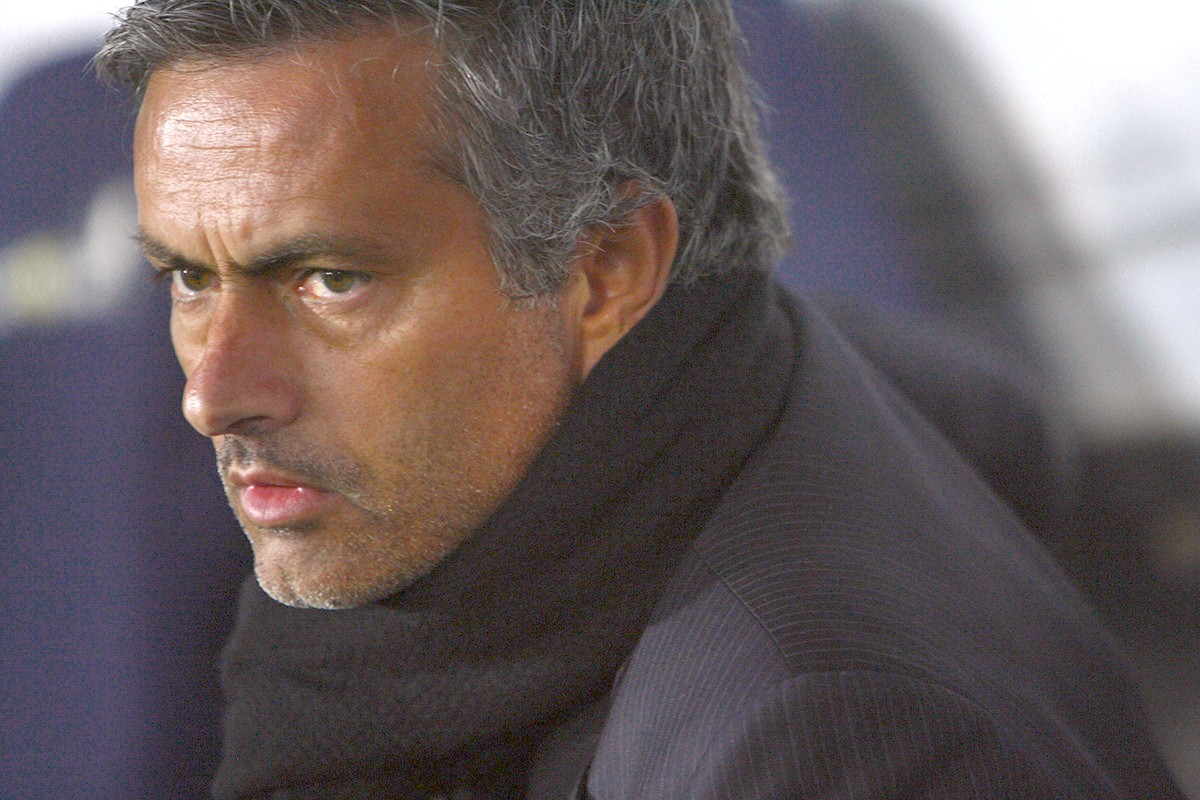
José Mourinho startte in het seizoen 2000/01 zijn trainerscarrière bij Benfica.

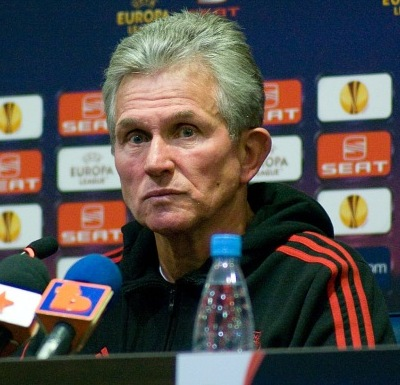
Jupp Heynckes werd in september 2000 onder druk van de supporters ontslagen. De Duitse succescoach werd opgevolgd door de toen nog onbekende José Mourinho.

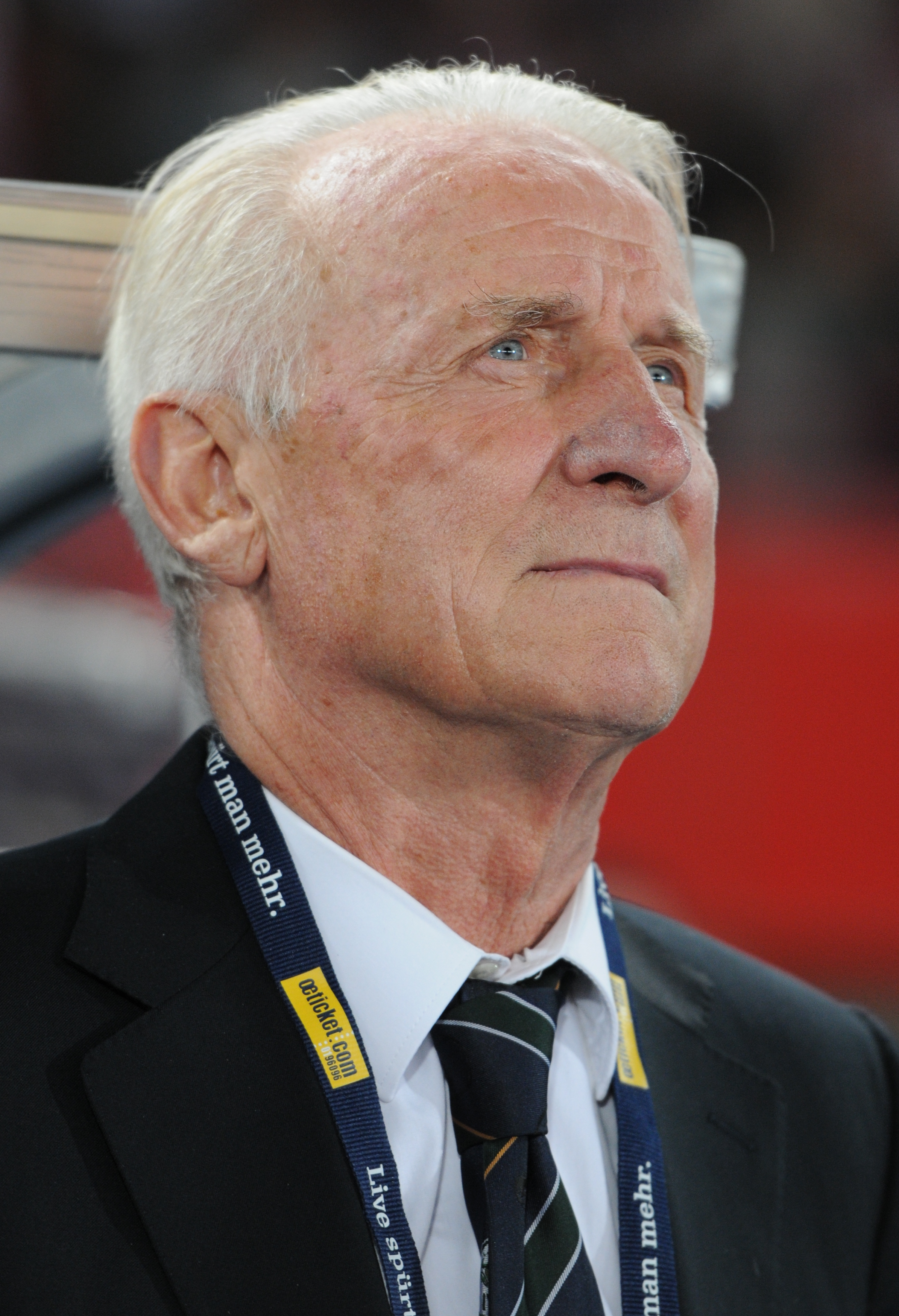
Giovanni Trapattoni was in het seizoen 2004/05 coach van Benfica. Onder de Italiaan werd de Portugese club meteen kampioen.

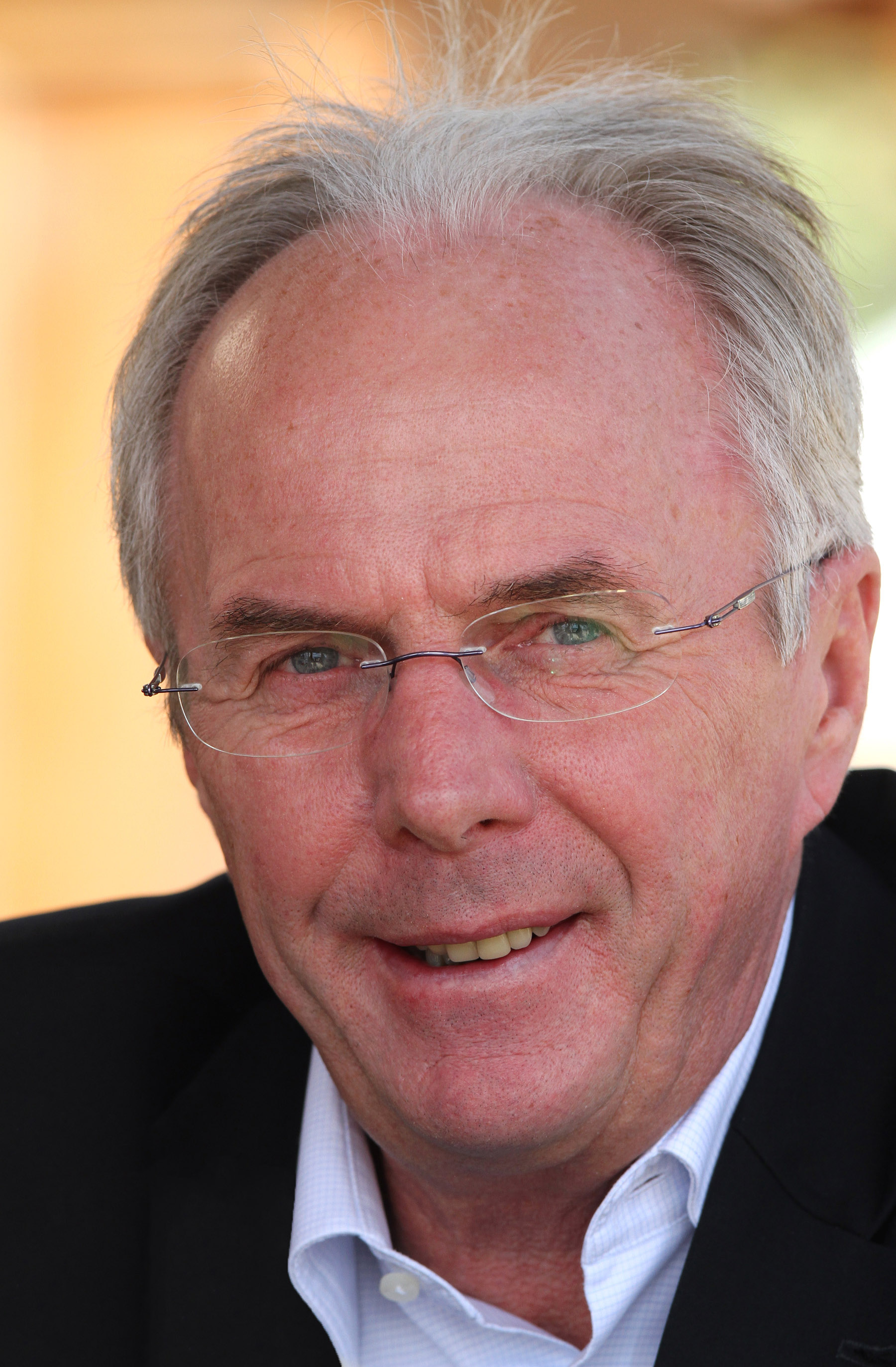
De Zweed Sven-Göran Eriksson was in de jaren 80 en 90 trainer van Benfica. Hij won in totaal drie landstitels en een beker. In 1983 bereikte hij ook de finale van de UEFA Cup.

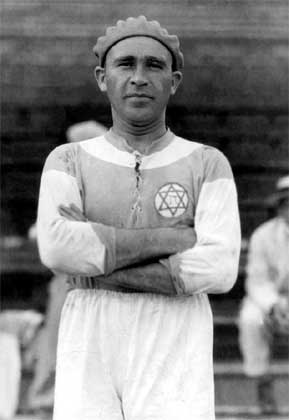
De Hongaar Béla Guttmann (foto uit 1925) won begin jaren 60 twee landstitels op rij.

| Seizoen | Trainer(s) |
| ------- | --- |
| 2020/21 | Jorge Jesus |
| 2019/20 | Nélson Veríssimo (ad interim) Bruno Lage (tot 4 juli 2020)                                                       |
| 2018/19 | Bruno Lage Rui Vitória (tot 4 januari 2019)                                                                      |
| 2017/18 | Rui Vitória |
| 2016/17 | Rui Vitória |
| 2015/16 | Rui Vitória |
| 2014/15 | Jorge Jesus |
| 2013/14 | Jorge Jesus |
| 2012/13 | Jorge Jesus |
| 2011/12 | Jorge Jesus |
| 2010/11 | Jorge Jesus |
| 2009/10 | Jorge Jesus |
| 2008/09 | Quique Sánchez Flores                                                                                            |
| 2007/08 | Fernando Chalana (ad interim) José Antonio Camacho (tot 9 maart 2008) Fernando Santos (tot 18 augustus 2007)     |
| 2006/07 | Fernando Santos                                                                                                  |
| 2005/06 | Ronald Koeman |
| 2004/05 | Giovanni Trapattoni                                                                                              |
| 2003/04 | José Antonio Camacho                                                                                             |
| 2002/03 | José Antonio Camacho Fernando Chalana (ad interim tot 30 november 2002) Jesualdo Ferreira (tot 24 november 2002) |
| 2001/02 | Jesualdo Ferreira Toni (tot 23 december 2001)                                                                    |
| 2000/01 | Toni José Mourinho (tot 5 december 2000) Jupp Heynckes (tot 18 september 2000)                                   |
| 1999/00 | Jupp Heynckes |
| 1998/99 | Shéu Han (ad interim) Graeme Souness (tot 2 mei 1999)                                                            |
| 1997/98 | Graeme Souness Mário Wilson (ad interim tot 1 november 1997) Manuel José (tot 20 september 1997)                 |
| 1996/97 | Manuel José Mário Wilson (ad interim tot 26 januari 1997) Paulo Autuori (tot 19 januari 1997)                    |
| 1995/96 | Mário Wilson Artur Jorge (tot 9 september 1995)                                                                  |
| 1994/95 | Artur Jorge |
| 1993/94 | Toni |
| 1992/93 | Toni Tomislav Ivić (tot 25 oktober 1992)                                                                         |
| 1991/92 | Sven-Göran Eriksson                                                                                              |
| 1990/91 | Sven-Göran Eriksson                                                                                              |
| 1989/90 | Sven-Göran Eriksson                                                                                              |
| 1988/89 | Toni |
| 1987/88 | Toni Ebbe Skovdahl (tot 28 november 1987)                                                                        |
| 1986/87 | John Mortimore                                                                                                   |
| 1985/86 | John Mortimore                                                                                                   |
| 1984/85 | Pál Csernai |
| 1983/84 | Sven-Göran Eriksson                                                                                              |
| 1982/83 | Sven-Göran Eriksson                                                                                              |
| 1981/82 | Lajos Baróti |
| 1980/81 | Lajos Baróti |
| 1979/80 | Mário Wilson |
| 1978/79 | John Mortimore                                                                                                   |
| 1977/78 | John Mortimore                                                                                                   |
| 1976/77 | John Mortimore                                                                                                   |
| 1975/76 | Mário Wilson |
| 1974/75 | Michel Pavić |
| 1973/74 | Fernando Cabrita Jimmy Hagan (tot 23 september 1973)                                                             |
| 1972/73 | Jimmy Hagan |
| 1971/72 | Jimmy Hagan |
| 1970/71 | Jimmy Hagan |
| 1969/70 | José Augusto (ad interim) Otto Glória (tot 8 februari 1970)                                                      |
| 1968/69 | Otto Glória |
| 1967/68 | Otto Glória Fernando Cabrita (ad interim tot 7 april 1968) Fernando Riera (tot 30 november 1967)                 |
| 1966/67 | Fernando Riera                                                                                                   |
| 1965/66 | Béla Guttmann |
| 1964/65 | Elek Schwartz |
| 1963/64 | Lajos Czeizler                                                                                                   |
| 1962/63 | Fernando Riera Fernando Caiado (ad interim tot 1 oktober 1962)                                                   |
| 1961/62 | Béla Guttmann |
| 1960/61 | Béla Guttmann |
| 1959/60 | Béla Guttmann |
| 1958/59 | José Valdivieso (ad interim) Otto Glória (tot 14 mei 1959)                                                       |
| 1957/58 | Otto Glória |
| 1956/57 | Otto Glória |
| 1955/56 | Otto Glória |
| 1954/55 | Otto Glória |
| 1953/54 | José Valdivieso (ad interim) Ribeiro dos Reis (tot 20 december 1953)                                             |
| 1952/53 | Ribeiro dos Reis Alberto Zozaya (tot 1 februari 1953) Cândido Tavares (tot 1 september 1952)                     |
| 1951/52 | Ted Smith Cândido Tavares (tot maart 1952) Ted Smith (tot 3 december 1951)                                       |
| 1950/51 | Ted Smith |
| 1949/50 | Ted Smith |
| 1948/49 | Ted Smith |
| 1947/48 | Lipót Hertzka |
| 1946/47 | János Biri |
| 1945/46 | János Biri |
| 1944/45 | János Biri |
| 1943/44 | János Biri |
| 1942/43 | János Biri |
| 1941/42 | János Biri |
| 1940/41 | János Biri |
| 1939/40 | János Biri |
| 1938/39 | Lipót Hertzka |
| 1937/38 | Lipót Hertzka |
| 1936/37 | Lipót Hertzka |
| 1935/36 | Vítor Gonçalves                                                                                                  |
| 1934/35 | Vítor Gonçalves                                                                                                  |
| 1933/34 | Ribeiro dos Reis                                                                                                 |
| 1932/33 | Ribeiro dos Reis                                                                                                 |
| 1931/32 | Ribeiro dos Reis                                                                                                 |
| 1930/31 | Arthur John |
| 1929/30 | Arthur John |
| 1928/29 | Ribeiro dos Reis                                                                                                 |
| 1927/28 | Ribeiro dos Reis                                                                                                 |
| 1926/27 | Ribeiro dos Reis                                                                                                 |
| 1925/26 | Cosme Damião |
| 1924/25 | Cosme Damião |
| 1923/24 | Cosme Damião |
| 1922/23 | Cosme Damião |
| 1921/22 | Cosme Damião |
| 1920/21 | Cosme Damião |
| 1919/20 | Cosme Damião |
| 1918/19 | Cosme Damião |
| 1917/18 | Cosme Damião |
| 1916/17 | Cosme Damião |
| 1915/16 | Cosme Damião (speler-trainer)                                                                                    |
| 1914/15 | Cosme Damião (speler-trainer)                                                                                    |
| 1913/14 | Cosme Damião (speler-trainer)                                                                                    |
| 1912/13 | Cosme Damião (speler-trainer)                                                                                    |
| 1911/12 | Cosme Damião (speler-trainer)                                                                                    |
| 1910/11 | Cosme Damião (speler-trainer)                                                                                    |
| 1909/10 | Cosme Damião (speler-trainer)                                                                                    |
| 1908/09 | Cosme Damião (speler-trainer)                                                                                    |
| 1907/08 | Manuel Gourlade                                                                                                  |
| 1906/07 | Manuel Gourlade                                                                                                  |